# Kyūkyoku!! Hentai Kamen
Kyūkyoku!! Hentai Kamen (japanisch 究極!!変態仮面) ist eine Manga-Serie von Keishū Ando, die von 1992 bis 1993 in Japan erschienen ist.
2008 und 2013 erschien jeweils ein One-Shot.

## Inhalt
Kyōsuke Shikijō ist ein Schüler, der sich mit Kenpō auskennt, aber im Umgang mit Mädchen so inkompetent ist, dass ihn seine Interaktion mit ihnen in schmerzhafte Situationen bringt. Eines Tages rettet er ein Mädchen namens Aiko Himeno vor Schlägern und ist sofort in sie verliebt. Als sie während eines Banküberfalls von einer Gruppe Krimineller als Geisel genommen wird, ist Kyōsuke gezwungen, sich zu verkleiden, um sie zu retten. Als er sich statt einer normalen Maske aus Versehen ein Höschen über den Kopf zieht, durchläuft er eine Verwandlung: Aufgrund der perversen Genetik seiner Mutter kann er das volle Potenzial seines Körpers erwecken. Kyōsuke, der sich selbst Hentai Kamen nennt, nutzt seine Macht und Perversion, um die Kriminellen zu besiegen und Aiko zu retten.

## Veröffentlichung
Die Mangaserie wurde von 1992 bis 1993 im Magazin Shūkan Shōnen Jump veröffentlicht. Die Kapitel wurden von Shūeisha in 6 Sammelbänden veröffentlicht. Der Manga kehrte Februar 2008 als One-Shot im Magazin Jump Square zurück. 2013 wurde noch ein One-Shot mit dem Titel Hentai Kamen S – Hentai Kamen Second ebenfalls im Magazin Jump Square veröffentlicht.

## Verfilmungen
Im Jahr 2013 kam der Realverfilmung Hentai Kamen heraus. 2016 wurde der zweite Film Hentai Kamen 2 – Abnormal Crisis veröffentlicht.